# Plaza Carolina
El Plaza Carolina es un centro comercial  situado en Carolina, Puerto Rico. Cuyas tiendas anclas incluyen a J. C. Penney, T.J Maxx, Forever 21, y que cuenta con más de 240 establecimientos, lo que lo convierte en el segundo centro comercial más grande de Puerto Rico y el Caribe.[cita requerida] También cuenta con un patio de comidas en el segundo piso y varias oficinas en su tercera planta. Desde 2004, el centro comercial es propiedad de Simon Property Group.